# Lijst van beschermd erfgoed in de gemeente Sanem
In deze lijst van beschermd erfgoed in de gemeente Sanem zijn alle geclassificeerde nationale monumenten van de Luxemburgse gemeente Sanem opgenomen.

## Monumenten per plaats

### Sanem
| Object                                                                      | Bouwjaar/architect | Locatie        | Datum beschermd?  | Coördinaten                   | Afbeelding |
| --------------------------------------------------------------------------- | ------------------ | -------------- | ----------------- | ----------------------------- | ---------- |
| Kasteel van Sanem met kapel en omliggend park                               |                    | rue du Château | 8 maart 1971 (MN) | 49° 32' 36" NB, 5° 55' 33" OL |            |
| Groepen van knotwilgen, gelegen in de plaatsen «im Brill» en «in Scherleck» |                    |                | 8 mei 2007 (MN)   |                               |            |

### Soleuvre
| Object                                                           | Bouwjaar/architect | Locatie       | Datum beschermd?     | Coördinaten                   | Afbeelding |
| ---------------------------------------------------------------- | ------------------ | ------------- | -------------------- | ----------------------------- | ---------- |
| Groepen van knotwilgen gelegen op een plek genaamd «Scheierhaff» |                    |               | 18 mei 2007 (MN)     |                               |            |
| Zolwerknapp, een heuvel                                          |                    | rue Belle-Vue | 8 december 1982 (MN) | 49° 31' 35" NB, 5° 56' 13" OL |            |

## Bron
- Liste des immeubles et objets classés monuments nationaux ou inscrits à l'inventaire supplémentaire